# Championnat du Danemark féminin de football 2020-2021
Navigation
Édition précédente Édition suivante
L'Elitedivisionen 2020-2021 est la quarante-neuvième saison du championnat du Danemark féminin de football, et la deuxième sous l'appellation Gjensidige Kvindeligaen. Le Fortuna Hjørring, vainqueur de la saison précédente, remet son titre en jeu.

## Participantes
| \| Aalborg BK AGF Aarhus Brøndby IF FC Nordsjælland Fortuna Hjørring KoldingQ HB Køge FC Thy-Thisted Q \| Localisation des clubs engagés dans le championnat. |
| Aalborg BK AGF Aarhus Brøndby IF FC Nordsjælland Fortuna Hjørring KoldingQ HB Køge FC Thy-Thisted Q                                                           |

Ce tableau présente les huit équipes qualifiées pour disputer le championnat 2020-2021. 
| Club             | Ville    | Résultat en 2019-2020 |
| ---------------- | -------- | --------------------- |
| Aalborg BK       | Aalborg  | 2e de D2              |
| AGF Aarhus       | Aarhus   | 6e                    |
| Brøndby IF       | Brøndby  | 2e                    |
| Fortuna Hjørring | Hjørring | 1er                   |
| KoldingQ         | Kolding  | 5e                    |
| HB Køge          | Køge     | 1er de D2             |
| FC Nordsjælland  | Farum    | 3e                    |
| FC Thy-Thisted Q | Thisted  | 4e                    |

## Compétition
La compétition se dispute en deux temps. 
1. La première partie du championnat est une poule avec les huit participantes. Au terme des quatorze matchs les deux équipes placées aux deux dernières places jouent dans une poule avec quatre équipes de deuxième division pour tenter de se maintenir.
2. La deuxième partie du championnat regroupe les six premières équipes de la première phase. Elles disputent chacune dix matchs supplémentaires. Elles commencent avec des points attribués au départ de la deuxième phase : 10 points pour l'équipe ayant terminé à la première place, 8 pour la deuxième, 6 pour la troisième, 4 pour la quatrième, 2 pour la cinquième et 0 pour la sixième. Les deux dernières équipes de la première phase, elles, rejoignent les quatre meilleures équipes de deuxième division dans une poule de relégation.

### Classement
| Rang | Équipe             | Pts | J  | G | N | P  | Bp | Bc | Diff |
| ---- | ------------------ | --- | -- | - | - | -- | -- | -- | ---- |
| 1    | HB Køge P          | 29  | 14 | 9 | 2 | 3  | 35 | 16 | +19  |
| 2    | Brøndby IF         | 29  | 14 | 9 | 2 | 3  | 30 | 16 | +14  |
| 3    | Fortuna Hjørring T | 28  | 14 | 9 | 1 | 4  | 33 | 16 | +17  |
| 4    | KoldingQ           | 25  | 14 | 8 | 1 | 5  | 32 | 17 | +15  |
| 5    | FC Nordsjælland    | 21  | 14 | 6 | 3 | 5  | 21 | 22 | -1   |
| 6    | FC Thy-Thisted Q   | 16  | 14 | 4 | 4 | 6  | 18 | 22 | -4   |
| 7    | AGF Aarhus         | 12  | 14 | 4 | 0 | 10 | 13 | 31 | -18  |
| 8    | Aalborg BK P       | 1   | 14 | 0 | 1 | 13 | 5  | 47 | -42  |

| Légende : Qualifications et relégations | Légende : Qualifications et relégations                                       |
| --------------------------------------- | ----------------------------------------------------------------------------- |
|                                         | Poule de relégation                                                           |
|                                         | T : Tenant du titre P : Promu C : Vainqueur de la Coupe du Danemark 2020-2021 |

| Rang | Équipe             | Pts | J  | G | N | P | Bp | Bc | Diff |
| ---- | ------------------ | --- | -- | - | - | - | -- | -- | ---- |
| 1    | HB Køge P          | 35  | 10 | 8 | 1 | 1 | 22 | 7  | +15  |
| 2    | Brøndby IF         | 30  | 10 | 7 | 1 | 2 | 26 | 9  | +17  |
| 3    | Fortuna Hjørring T | 20  | 10 | 4 | 2 | 4 | 13 | 17 | -4   |
| 4    | KoldingQ           | 15  | 10 | 3 | 2 | 5 | 13 | 12 | +1   |
| 5    | FC Nordsjælland    | 11  | 10 | 3 | 0 | 7 | 14 | 24 | -10  |
| 6    | FC Thy-Thisted Q C | 6   | 10 | 2 | 0 | 8 | 5  | 24 | -19  |

| Légende : Qualifications et relégations | Légende : Qualifications et relégations                                       |
| --------------------------------------- | ----------------------------------------------------------------------------- |
|                                         | Ligue des champions féminine de l'UEFA 2021-2022                              |
|                                         | T : Tenant du titre P : Promu C : Vainqueur de la Coupe du Danemark 2020-2021 |

## Statistiques

### Meilleures  buteuses
Source
| Rg | Joueuse             | Club             | Nb de buts |
| -- | ------------------- | ---------------- | ---------- |
| 1. | Kyra Carusa         | HB Køge          | 11         |
| 2. | Nanna Christiansen  | Brøndby IF       | 10         |
| 3. | Rykke Dybdahl       | FC Thy-Thisted Q | 8          |
| 4. | Emma Snerle (en)    | Fortuna Hjørring | 7          |
| 5. | Olivia Holdt (en)   | Fortuna Hjørring | 6          |
| 5. | Agnete Nielsen (en) | Brøndby IF       | 6          |
| 5. | Ea Rasmussen (en)   | KoldingQ         | 6          |

| Rg | Joueuse             | Club             | Nb de buts |
| -- | ------------------- | ---------------- | ---------- |
| 1. | Olivia Holdt (en)   | Fortuna Hjørring | 9          |
| 2. | Kyra Carusa         | HB Køge          | 7          |
| 2. | Agnete Nielsen (en) | Brøndby IF       | 7          |
| 4  | Nanna Christiansen  | Brøndby IF       | 6          |
| 4  | Cecilie Fløe (en)   | KoldingQ         | 6          |

## Bilan de la saison
| Championnat du Danemark féminin de football 2020-2021   |                  |
| Champion                                                | HB Køge          |
| Dauphin                                                 | Brøndby IF       |
| Coupes et trophées                                      |                  |
| Vainqueur de la Coupe du Danemark 2020-2021             | FC Thy-Thisted Q |
| Qualifications continentales                            |                  |
| Ligue des champions féminine de l'UEFA 2021-2022        | HB Køge          |
| Ligue des champions féminine de l'UEFA 2021-2022        | Brøndby IF       |
| Promotions et relégations                               |                  |
| Promus en Championnat du Danemark féminin de football   |                  |
| Relégués en Championnat du Danemark féminin de football |                  |

## Distinctions personnelles
L'attaquante danoise du Fortuna Hjørring Olivia Holdt (en) est élue meilleure joueuse de Kvindeliga.

### Joueuses du mois
| Mois           | Joueuse             | Club             |
| -------------- | ------------------- | ---------------- |
| Août 2020      | Rykke Dybdahl       | FC Thy-Thisted Q |
| Septembre 2020 | Nanna Christiansen  | Brøndby IF       |
| Octobre 2020   | Maddie Pokorny      | Fortuna Hjørring |
| Avril 2021     | Agnete Nielsen (en) | Brøndby IF       |
| Mai 2021       | Olivia Holdt (en)   | Fortuna Hjørring |

### Êquipe-type de l'année
| Gardienne   | Lene Christiensen (KoldingQ) |
| Défenseures | Emma Færge (KoldingQ) - Sara Thrige (en) (Fortuna Hjørring) - Theresa Eslund (Brøndby IF)                                             |
| Milieues    | Josefine Hasbo (en) (Brondby IF) - Emma Snerle (en) (Fortuna Hjørring) - Kelly Fitzgerald (HB Køge) - Kathrine Kühl (FC Nordsjælland) |
| Attaquantes | Kyra Carusa (HB Køge) - Olivia Holdt (en) (Fortuna Hjørring) - Nanna Christiansen (Brøndby IF)                                        |